# Корчув
Корчув (пол. Korczów) — деревня в Билгорайском повете Люблинского воеводства Польши. Входит в состав гмины Билгорай. По данным переписи 2011 года, в деревне проживало 533 человека.

## География
Деревня расположена на юго-востоке Польши, в пределах Сандомирской низменности, к югу от реки Чарна-Лада, на расстоянии приблизительно 5 километров к югу от города Билгорай, административного центра повета. Абсолютная высота — 203 метра над уровнем моря. Через населённый пункт проходит региональная автодорога 835.

## История
В период с 1975 по 1998 годы деревня входила в состав Замойского воеводства.

## Население
Демографическая структура по состоянию на 31 марта 2011 года:
|         | Всего | До трудоспособного возраста | Трудоспособного возраста | Старше трудоспособного возраста |
| ------- | ----- | --------------------------- | ------------------------ | ------------------------------- |
| Мужчины | 271   | 60                          | 193                      | 18                              |
| Женщины | 262   | 56                          | 155                      | 51                              |
| Всего   | 533   | 116                         | 348                      | 69                              |